# بطاقة مخرمة
البطاقة المُخَرَّمة هي بطاقة مثقبة تحوي العديد من الثقوب (وتُسمى كذلك بطاقة whoopee، بطاقة ventilator، وأيضا بطاقة flyswatter، أو IBM )، حيث تم إستخدامها بشكل رئيسي/أساسي كخدع عملية لإحداث خلل في أجهزة قارئ البطاقات، فتتجه قارئات البطاقة إلى التشويش حال إدخال بطاقة مثقبة، إذ أن البطاقة المُدخلة لديها قوة هيكلية ضعيفه جدًا وذلك لتجنب الإلتواء داخل الآله، ويمكن أن تتعطل ثاقبة البطاقات أيضًا في محاولة إصدار بطاقات مثقوبة، وذلك بسبب مشاكل في إمدادات الطاقة، وعندما تُقرأ بطاقة من خلال قارئ البطاقات، فكانت هناك حاجه إلى ''Card knife'' أو ''card saw'' (أداة مسطحة تستخدم في قارئات البطاقات المثقوبة وثاقبة البطاقات) لمعالجة الخلل.